# Langmuir (revista)
Langmuir es una revista científica, revisada por pares editada por la American Chemical Society desde 1985, que publica artículos de investigación en las áreas de la química de superficie y química de coloides. Cada año se publican seis números, es decir, la periodicidad es bimestral.
El editor de la publicación es David G. Whitten, de la Universidad de Nuevo México, Estados Unidos. Según el Journal Citation Reports, el factor de impacto de esta revista era 4,457 en 2014. Su actual factor de impacto (2022) es de 3,882.
Langmuir está indexada en: Chemical Abstracts Service (CAS), SCOPUS, EBSCOhost, British Library, PubMed, Web of Science, y SwetsWise.
La revista recibe su nombre en honor de Irving Langmuir, Premio Nobel de Química en 1932. El editor fundador fue Arthur W. Adamson.